# Фанна
Фанна (італ. Fanna) — муніципалітет в Італії, у регіоні Фріулі-Венеція-Джулія,  провінція Порденоне.
Фанна розташована на відстані близько 480 км на північ від Рима, 105 км на північний захід від Трієста, 27 км на північ від Порденоне.
Населення — 1609 осіб (2014).

## Демографія
Населення за роками:

Станом на 1 січня 2023 року в муніципалітеті офіційно проживали 133 іноземці з 21 країни, серед них 55 громадян країн Євросоюзу та 8 громадян України.

## Сусідні муніципалітети
- Арба
- Кавассо-Нуово
- Фризанко
- Маніаго